# Anatol Brusiewicz
Anatol Brusiewicz (ur. 28 września 1977 w Grodnie) – białoruski poeta, historyk literatury, tłumacz.

## Życiorys
W 1999 roku Anatol Brusiewicz ukończył studia na Wydziale Białorutenistyki Grodzieńskiego Uniwersytetu Państwowego im. Janki Kupały. Następnie ukończył aspiranturę na tej samej uczelni (Katedra Filologii Polskiej) i obronił pracę doktorską na temat „Czynniki kultury białoruskiej w twórczości Adama Mickiewicza okresu wileńsko-kowieńskiego”. 
Jako poeta debiutował na łamach pisma "Biarozka" w 1989 roku, gdy jeszcze był uczniem szkoły średniej. W pracy naukowej zajmuje się polską i białoruską literaturą XIX i XX wieku. Opublikował liczne artykuły poświęcone twórczości Adama Mickiewicza oraz polsko-białoruskim stosunkom literackim. 
Na język białoruski przetłumaczył "Treny" Jana Kochanowskiego, "Sielanki (Plein-Air)" A. Langego, "Okularnika" K. Bondy, a także pojedyncze wiersze A. Mickiewicza, T. Micińskiego, A. Osieckiej.

## Dzieła
- "Duel" (1992)
- "Padaju u nieba" (2006)
- "Faktary biełaruskaj kultury u tworczasci Adama Mickiewicza" (2008)
- "Aposzni dzień" (2013)